# スタラ・グラディシュカ強制収容所
スタラ・グラディシュカ強制収容所（スタラ・グラディシュカきょうせいしゅうようじょ、クロアチア語・セルビア語：Logor Stara Gradiška / Логор Стара Градишка）は、第二次世界大戦時にクロアチア独立国によって運営された、主に女性と子どもを扱う強制・絶滅収容所 。

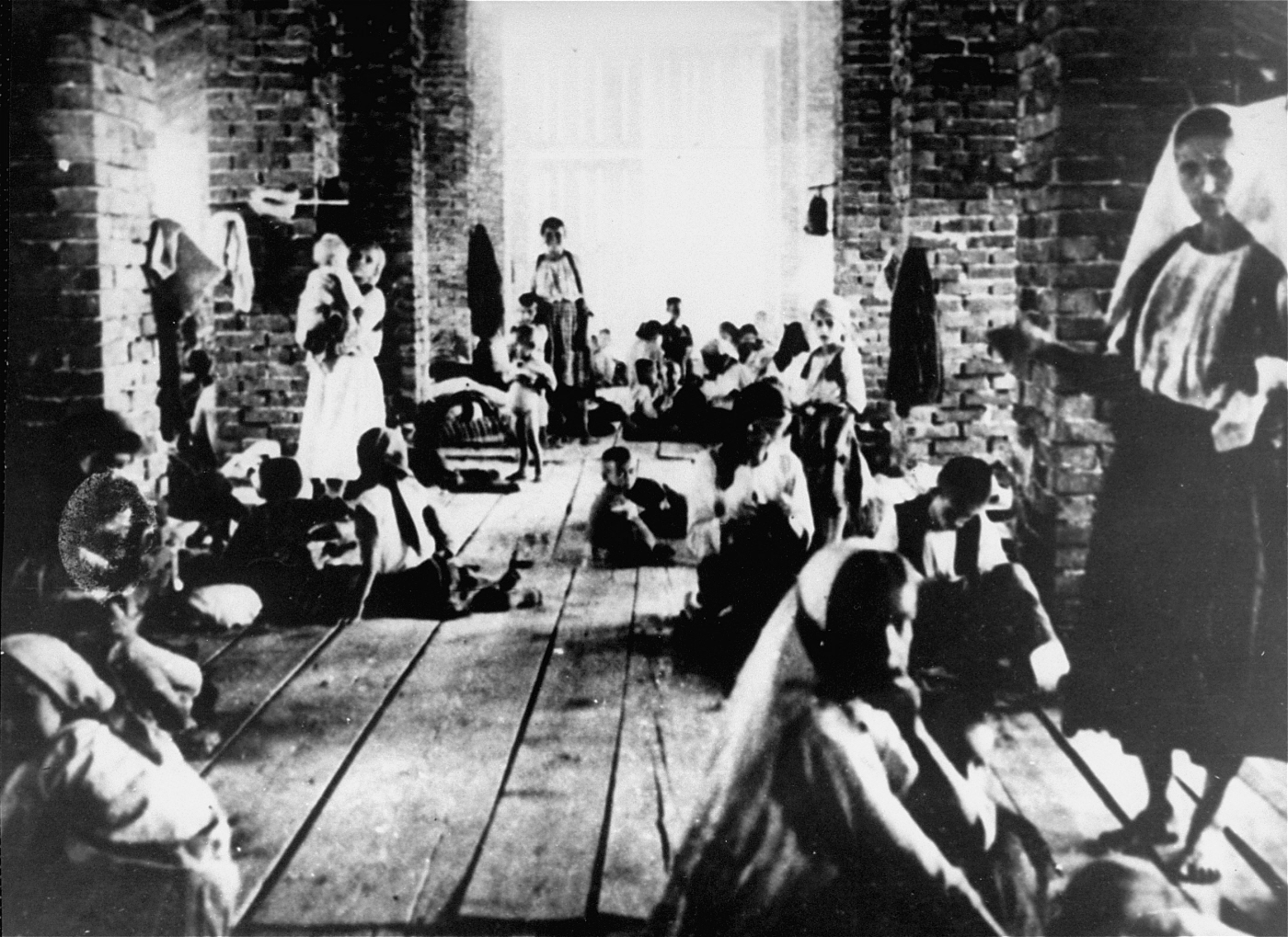
強制収容所に収容された女性と子供

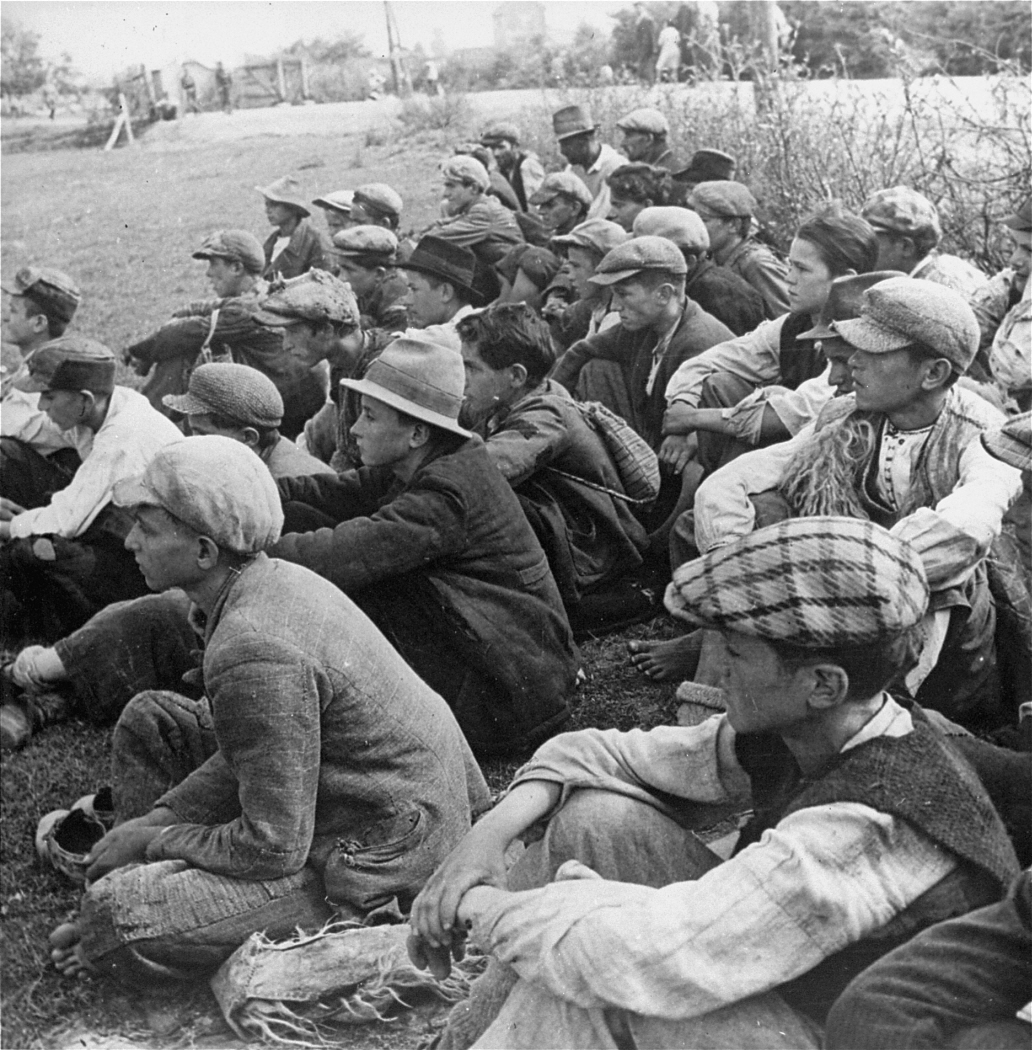
収容所内の地面に座らされた囚人たち